# Trevor Kirczenow
Trevor Kirczenow (né en 1985) est un homme politique canadien membre du Parti libéral du Canada ainsi qu'un chercheur en santé et défenseur des soins concernant le diabète. Homme transgenre, il est auteur et activiste LGBTQ dans le domaine de la lactation et l'alimentation des nourrissons.

## Biographie
Kirczenow obtient une licence en sciences politiques avec distinction de l'Université de la Colombie-Britannique. Il joue au sein de l'orchestre symphonique de Winnipeg en tant que violoniste pendant quatre ans avant la naissance de son premier enfant.

### Politique fédérale
Kirczenow est le candidat du Parti libéral canadien pour la circonscription de Provencher lors des élections fédérales canadiennes de 2019. Il est le premier candidat ouvertement transgenre nommé par un grand parti politique canadien à l'occasion d'une élection fédérale. Il est de nouveau le candidat du Parti libéral à Provencher lors des élections fédérales canadiennes de 2021.

### Grossesse et accouchement
Ayant été assigné femme à la naissance, Kirczenow effectue une transition, notamment par prise de testostérone et reconstruction chirurgicale de la poitrine. Quand lui et son partenaire décide de fonder une famille, Kirczenow cesse l'hormonothérapie sur conseil médical et parvient à tomber enceint. Bien que Kirczenow n'ait pas prévu d'allaiter et suppose que ce n'est pas possible, il décide d'essayer après avoir appris que « même une petite quantité de lait pourrait être vraiment précieuse pour [s]on bébé » et que « l'allaitement va bien au-delà du lait. Cela peut aussi être une relation et toute une manière d'être parent ». Finalement, Kirczenow a allaité son enfant.

### Candidature à la direction de la Ligue La Leche
Avant la naissance de son enfant, Kirczenow (sous son nom d'époux, MacDonald) demande un soutien de ses pairs via sa section locale de La Leche League (LLL), l'organisation internationale d'allaitement. Grâce au soutien de la LLL il peut allaiter son enfant via don de lait en plus de son propre lait. Par la suite, il candidate pour un poste de direction de l'association. Cependant, La Leche League Canada (LLLC) rejette sa candidature, affirmant que « le sujet n'a jamais été soulevé au cours des 56 ans d'histoire de notre organisation » et « puisqu'une dirigeante de la LLLC est une mère qui a allaité un bébé, un homme ne peut pas devenir un dirigeant de la LLLC » ,.
Le conseil d'administration de La Leche League International (LLLI) ré-examine sa politique, citant sa mission d'être une « organisation de service non-discriminatoire ». Un an plus tard, ils révisent leur politique pour permettre aux dirigeants d'exercer, quel que soit leur genre. La porte-parole de LLLI, Diana West, commente : « On pensait que seules les femmes pouvaient allaiter. Une fois qu'il est devenu clair que ce n'était pas aussi simple que cela, la politique a dû changer. Nous essayons juste d'être du bon côté de l'histoire. Oui, nous avons pris un an pour le faire, mais nous l'avons fait d'une manière juste et sans équivoque ».
En 2016, Kirczenow devient le premier homme transgenre à être accrédité en tant que dirigeant de la La Leche League. La LLLI déclare dans une déclaration à l'attention d'autres dirigeants : « Nous reconnaissons que tout parent qui allaite, qu'il s'identifie comme mère ou père, devrait être - et est maintenant - le bienvenu pour viser la direction de la LLLI. Il y a d'autres prérequis qu'un potentiel dirigeant doit remplir, mais être une femme n'en fait pas partie ».

### Recherche
En 2014, Kirczenow forme une équipe de recherche au sein de l'Université d'Ottawa et obtient un financement du Canadian Institutes of Health Research (en français, Les institutions Canadiennes pour la recherche en Santé) afin de mener une recherche qualitative sur l'expérience de grossesse, d'accouchement et d'alimentation des nouveau-nés chez les personnes transmasculines.
L'article de recherche produit par l'équipe de Kirczenow s'intitule « Transmasculine individuals’ experiences with lactation, chestfeeding, and gender identity: a qualitative study » (« Expériences individuelles transmasculines de lactation, allaitement et identité de genre : une étude qualitative »)  : il contient la première utilisation connue du mot « chestfeeding » (traduit littéralement « torse-nutrition » par opposition à « breastfeeding » qui signifie « sein-nutrition ») dans le titre d'un document académique. Ce terme est favorisé par certains individus transmasculins pour décrire leur lactation et allaitement. L'article fait partie des 5% des articles de recherche universitaire les plus consultés de tous les temps .
Kirczenow dit « Il y a cette hypothèse qui va de pair avec la vision des choses né dans le mauvais corps, que si vous êtes un homme trans, vous voudriez une hystérectomie et ne jamais utiliser votre corps pour mener une grossesse ». Il note qu'aucun des chirurgiens des participants de l'étude n'avait discuté la possibilité d'allaiter avant d'effectuer une chirurgie mammaire, et que « la gamme d'expériences décrites et le fait de montrer plus de nuances, plus de complexité, à propos de la vie des personnes transgenres est ce qui est le plus important dans cette étude ».

### Activisme
En 2012, Kirczenow fonde le groupe international d'activisme et de soutien « Birthing and Breast or Chestfeeding Trans People and Allies » (« Accouchement et sein- ou torse-nutrition des personnes trans et leurs alliés ») . Le groupe compte actuellement plus de 6 800 membres.
Après que son fils soit diagnostiqué avec un diabète de type 1, Kirczenow cofonde le groupe militant Emergency Diabetes Support for Manitobans en 2020, plaidant pour une meilleure couverture médicale de la maladie au Manitoba et un régime national de prise en charge pour les personnes qui n'ont pas les moyens d'accéder à des médicaments vitaux. Le groupe réussi à obtenir le remboursement des glucomètres en continu et des pompes à insuline dans la province pour les moins de 25 ans. De plus, leur organisation matériel a été adopté par des groupes plaidant pour des améliorations similaires dans d'autres provinces.

### Soins de maïeutique pour les patients trans
En 2015 plusieurs commentateurs affirment que Kirczenow, qui a été aidé par des sages-femmes pendant ses grossesses, a forcé la Midwives Alliance of North America ou MANA (« l'Alliance des sages-femmes d'Amérique du Nord ») à cesser l'utilisation d'un langage genré tel que « mères » et « femmes enceintes »,,. Cependant, Snopes signale que bien que la MANA ait modifié une partie du langage de ses documents pour clarifier le fait qu'ils accueillaient les patients transgenres et cisgenres dans leur champ de pratique, ces décisions sont basées sur leurs propres standards de soins et d'inclusivité, et leur position sur l'identité de genre, et non à cause de pressions exercées par Kirczenow ou toute autre personne trans.
À la suite de l'annonce de la MANA, un groupe de sages-femmes écrit une lettre ouverte à l'alliance pour protester contre ce qu'ils considèrent comme « l'effacement des femmes du langage de l'accouchement ». Kirczenow écrit une réponse dans le Huffington Post  disant que « les personnes trans, genderqueer et intersexes accouchent depuis aussi longtemps que les personnes s'identifiant comme femmes » et « qu'il est possible d'être inclusif ». Plusieurs autres associations de sages-femmes ont par la suite publié des déclarations en faveur de la MANA et des patientes au genre non conforme,,,.

## Œuvres et publications
Kirczenow, sous son nom d'époux MacDonald, a écrit pour The Guardian, The Advocate, le Huffington Post, Out Magazine et This Magazine. Il s'exprime publiquement sur les personnes transgenres et la santé reproductive, y compris l'allaitement,,.
Il est le premier auteur du premier article de recherche médicale évalué par des pairs sur le sujet de l'allaitement transmasculin du nourrisson.
Kirczenow est l'auteur d'une fiche de conseils pour les dirigeants associatifs qui apportent un soutien aux personnes transgenres, transsexuelles et de genre fluide qui souhaitent allaiter leur bébé . Son portrait est publié dans le magazine de La Leche League International qui s'intitule « Breastfeeding Today ».
L'autobiographie de Kirczenow « Where's the Mother? Stories from a Transgender Dad » (« Où est la mère ? Récits d'un papa transgenre ») a été ajouté à la liste des lectures requises de la Doula Trainings International, qui a décrit le livre comme « une révélation pour les doulas nouvelles et chevronnées ». Il est évalué par le Publishers Weekly comme « franc, intelligent et facile à comprendre … un récit rafraîchissant et perspicace ». L'ouvrage a également été couvert par le New York Times, The Guardian, The Toronto Star, Buzzfeed, Gay Star News, Metro UK, The Advocate, Rewire et par le journal télévisé national du Réseau de télévision canadien.